# Łosośna Mała
Łosośna Mała – kolonia wsi Kruglany w Polsce, położona w województwie podlaskim, w powiecie sokólskim, w gminie Kuźnica.
W latach 1975–1998 kolonia administracyjnie należała do województwa białostockiego.
Wierni kościoła rzymskokatolickiego należą do parafii Opatrzności Bożej w Kuźnicy Białostockiej.
W okresie międzywojennym właściciel folwarku w Łosośnej Małej był oficer Wojska Polskiego, major  Stanisław Bilmin (1894-1940) syn Emiliana i Amelii z Żaniewskich, uczestnik I wojny światowej i wojny 1919-1921 w armii gen. Hallera, ofiara zbrodni katyńskiej zamordowana w Katyniu. 

## Zabytki
- drewniany dwór modrzewiowy z 1722 r., uwieczniony na obrazie olejnym Eugeniusza Gerlacha DWÓR ŁOSOŚNA MAŁA[8],  z wieżyczki którego widać było Grodno[9]. W czasie swej świetności był odwiedzany przez Stanisława Augusta Poniatowskiego podczas jego podróży na Wschód, nr rej.:57(63) z 11.0.1956[10].